# Ernie Stautner
Ernest Alfred Stautner (* 20. April 1925 in Prienzing, Willmering, Landgericht Cham; † 16. Februar 2006 in Carbondale, Colorado; geboren als Ernst Alfred Stautner) war ein deutsch-amerikanischer Footballspieler und ‑trainer. Er bekleidete von 1950 bis 1963 bei den Pittsburgh Steelers die Position eines Defensive Tackle.

## College
Stautner wurde in Prienzing, Bayern geboren, aber er und seine Familie verließen Deutschland, als er drei Jahre alt war, in Richtung Amerika. Dort diente er im US Marine Corps, bevor er auf das Boston College ging. Während seines vier Jahre andauernden Studiums war er, für einen Collegespieler ungewöhnlich, von Anfang an Stammspieler bei den Boston College Eagles.

## Profispieler
Er wurde 1950 in der 2. Runde an 22. Stelle von den Pittsburgh Steelers, einem Team der NFL, gewählt und spielte bis zu seinem Karriereende im Jahr 1963 nur für dieses Franchise. In 14 Spielzeiten (pro Saison wurden in den 50er Jahren lediglich 12. bzw. 14. Spiele in der Regular Season gespielt) trat er 168-mal für die Steelers in der Regular Season an.
Obwohl er nie einen Titel gewinnen konnte, wurde er neunmal in den jährlich nach der Saison stattfindenden Pro Bowl gewählt – dem Abschlussspiel der besten Spieler einer Saison. 1957 wurde er zum MVP des Pro Bowls gewählt. 1969 wurde er schließlich in die Pro Football Hall of Fame aufgenommen.

## Trainer
Seine Trainerlaufbahn begann er bei Pittsburgh Steelers als Assistent von Buddy Parker. Er betreute die Defensive Line der Steelers. Bei den Dallas Cowboys war er von 1966 bis 1988 als Assistenztrainer von Tom Landry tätig. Zunächst betreute er auch in Dallas die Defensive Line, bevor er für die Defense die Verantwortung übernahm. Mit dem Team der Cowboys konnte er zweimal den Super Bowl gewinnen, Super Bowl VI am 16. Januar 1972 gegen die Miami Dolphins mit 24:3, Super Bowl XII am 15. Januar 1978 gegen die Denver Broncos mit 27:10. Im Super Bowl X scheiterte er mit den Cowboys 21:17 gegen seine alte Mannschaft aus Pittsburgh, auch der Super Bowl V gegen die Baltimore Colts und der Super Bowl XIII erneut gegen die Steelers, gingen verloren. Nach zwei weiteren Stationen als Assistenztrainer in der Arena Football League und bei den Denver Broncos setzte er sich nach der Saison 1994 zur Ruhe, ließ sich allerdings überreden in Europa ein Traineramt zu übernehmen. Von 1995 bis 1997 war er als Trainer bei der deutschen NFL Europe Mannschaft Frankfurt Galaxy tätig. Mit dieser Mannschaft konnte er auch 1995 den World Bowl in Amsterdam gegen die Amsterdam Admirals mit 26:22 vor 10.000 mitgereisten Frankfurter Fans gewinnen. 1996 scheiterte er im World Bowl an den Scottish Claymores.

## Nach der Karriere
1998, nur ein Jahr nach seinem endgültigen Abschied aus dem Profi-Football, wurde bei Ernie Stautner die Alzheimer-Krankheit diagnostiziert. Er starb im Jahr 2006 und ist auf dem Sacred Heart Cemetery in Rowlett, Texas, beerdigt.

## Ehrungen
Ernie Stautner ist das einzige in Deutschland geborene Mitglied der Pro Football Hall of Fame und spielte insgesamt neunmal im Pro Bowl, dem Abschlussspiel der besten Spieler einer Saison. Zehnmal erfolgte seine Wahl zum All Pro. Seine Rückennummer 70 wird von den Pittsburgh Steelers nicht mehr vergeben. Er ist zudem Mitglied in dem NFL 1950s All-Decade Team, in der Pittsburgh Pro Football Hall of Fame und in der Boston College Varsity Club Athletic Hall of Fame. Im Jahr 1995 wurde er nach dem Gewinn des World Bowl zum World League Coach of the Year gewählt.